# Francis Arinze
Francis Arinze, född 1 november 1932 i Eziowelle, Nigeria, är en nigeriansk romersk-katolsk ärkebiskop och kardinal. Han prästvigdes 1958. 1985 utnämndes han till kardinaldiakon av San Giovanni della Pigna.
Arinze var en av påven Johannes Paulus II:s närmaste rådgivare och ansågs som dennes möjlige efterträdare, det vill säga papabile. Det har tidigare funnits tre påvar med ursprung i Afrika, men ingen under de senaste 1 500 åren.
Den 25 april 2005 utsåg påve Benedikt XVI Arinze till kardinalbiskop av Velletri-Segni suburbikariska stift.